# Вагранська
Вагра́нська (рос. Вагранская) — селище у складі Сєровського міського округу Свердловської області.
Населення — 74 особи (2010, 36 у 2002).
Національний склад населення станом на 2002 рік: росіяни — 94 %.